# Георги Кинкладзе
Георги Кинкладзе е бивш грузински футболист, играещ като атакуващ полузащитник. Най-известен като играч на Манчестър Сити и грузинския национален отбор. Смятан за един от най-талантливите грузински играчи през 90-те години на XX век.

## Кариера
Кинкладзе завършва спортното училище на Динамо Тбилиси, но първият му професионален клуб е Мретеби. За два сезона тимът успява да премине с две дивизии нагоре, а след разпадането на СССР – да попадне в грузинската Умаглеси лига. През 1992 г. Кинкладзе се завръща в Динамо Тбилиси, като е закупен за 1 милион рубли. В първия си сезон за Динамо Георги става шампион на страната и получава приза за Футболист на годината в Грузия. Поради началото на гражданската войка в страната ръководството на Динамо решава да даде възможност на играчите да играят в по-спокойна обстановка. Тогава Кинкладзе е даден под наем на немския втородивизионен Саарбрюкен. Там обаче не успява да се наложи и скоро се завръща в тима на Динамо.
През лятото на 1994 г. Георги е предложен на Атлетико Мадрид за 200 000 паунда и кара проби в тима. До сделка обаче не се стига. Грузинецът е забелязан от скаути на Бока Хуниорс и аржентинският отбор го взима под наем за 1 месец. Кинкладзе изиграва само три мача, тъй като е неспособен да измести от стартовия състав Диего Марадона.
Голяма роля в кариерата на Кинкладзе изиграват срещите за националния отбор. Благодарение на мачовете си за Грузия, Кинкладзе е забелязан от мениджъра на Манчестър Сити Франсис Лий и на 15 юли 1995 г. подписва договор с „гражданите“. Плеймейкърът бързо се превръща в любимец на феновете. Въпреки че се представя на ниво през сезона, Сити не успява да се задържи във Висшата лига. Въпреки офертите от други отбори, Георгий остава в Сити и в Първа английска дивизия. В два сезона подред Кинкладзе е играч на годината в отбора. Честата смяна на треньорите и травмите са причина за трансфера на Кинкладзе в Аякс.
В Аякс халфът е привлечен за заместник на Яри Литманен, но трансферът на финландеца в Барселона пропада. Кинкладзе не успява да се наложи в холандския тим, където е използван на нетипичната за него позиция на ляв халф. През ноември 1999 г. преминава под наем в Дарби Каунти. В началото на 2000 г. англичаните закупуват грузинеца. Поради множеството контузии плеймейкърът не успява да се върне на предишното си ниво. Той изиграва около 100 мача за Дарби, но не оставя ярка следа в състава.
През 2004 г. преминава в Анортозис и става шампион на Кипър. Престоят му обаче е кратък, тъй като през лятото на 2005 г. подписва с руския Рубин Казан. За Рубин изиграва няколко внушителни мача до края на годината, благодарение на което договорът му е подновен за още един сезон. През 2006 г. обаче Кинкладзе почти не играе и скоро завършва кариерата си.

## Успехи
- Шампион на Грузия – 1992/93, 1993/94, 1994/95
- Купа на Грузия – 1992/93, 1994/95
- Втора дивизия на Грузия – 1991
- Купа на Холандия – 1999
- Шампион на Кипър – 2004/05
- Футболист на годината в Грузия – 1993, 1996